# Амір Таталу
Амір Таталу (перс. امیر تتلو), іранський співак, автор пісень і репер. Таталу — перший R&B співак в Ірані, а також він є частиною першого покоління іранської андерграундної хіп-хоп сцени.
Його дебютний альбом Zire Hamkaf вийшов у 2011 році. Відтоді він випустив 16 альбомів.
Таталу кілька разів заарештовував влада Ісламської Республіки, коли жив в Ірані.
У 2021 році Амір Таталу випустив альбом Fereshteh від Universal Music Group . Він перший іранець, який співпрацює з Universal Music Group .
Таталу розпочав свою музичну кар’єру в 2003 році з публікації пісень у своєму особистому блозі. Він починав як андеграундний музикант і досі не має дозволу Міністерства культури та ісламського керівництва . Журнал Time  назвав його « репером із такою кількістю шанувальників», а Радіо Вільна Європа/Радіо Свобода  як артиста з «сильною фанатською базою» серед молоді в Ірані. Його музичний стиль був описаний як «популярне яскраве поєднання поп-музики, репу та R&B». 
Він випустив сингл «Manam Yeki az un Yazdahtam» (Я також один із тих одинадцяти гравців) для національної збірної Ірану з футболу під час чемпіонату світу з футболу 2014 року . 
Під час ядерних переговорів Іран/5+1 у Відні в липні 2015 року він випустив пісню на підтримку іранської ядерної програми . Музичне відео було створено на кораблі ВМС Ірану Damavand .  Пісня була найпопулярнішим у пошуку Google перською мовою.  Ця пісня миттєво викликала суперечки в Ірані, в основному для іранських реформістів, які порівнювали її з піснями Мохаммадрези Шаджаріана на підтримку іранських протестів у 2009 році. 
У 2015 році він відвідав музей миру в Тегерані, і ветерани ірано-іракської війни його високо оцінили за музичний кліп «Шохада» («Мученики»). Його представили як посла миру музею.  
У 2018 році після кількох арештів іранською владою та відмови в отриманні ліцензії на музичну діяльність від Міністерства культури та ісламської орієнтації Таталу покинув Іран та іммігрував до Туреччини, де він зараз проживає. 

## Дискографія
- Зіре Хамкаф (2011)
- Татальність (2013)
- Людина (2014)
- Shomareh 6 (2015)
- Mamnoo'e (2015)
- Shomareh 7 (2016)
- Ghahreman (2017)
- Амір (2017)
- Sayeh (2018)
- Джаханам (2018)
- Барзах (2019)
- 78 (2020)
- Шейтан (2021)
- Ферештех (2021)
- Sahm (2022)
- Boht (2022)
- Космос (2022)